# The Sonics
The Sonics sono un gruppo garage rock statunitense, originario di Tacoma e attivo inizialmente fra il 1960 e il 1968.
I Sonics sono stati tra gli esponenti più importanti e influenti del loro genere insieme a The Kingsmen, The Wailers, The Drastics, The Dynamics, The Regents e Paul Revere & the Raiders.
Sono considerati fra i fondatori della scena musicale di Seattle, molto attiva nei successivi 40 anni.
Si sono riformati brevemente nel 1972 e più stabilmente nel 2008.

## Formazione

### Formazione attuale
- Rob Lind – sassofono, armonica a bocca, voce
- Freddie Dennis – basso
- Evan Foster – chitarra
- Jake Cavaliere – tastiere, voce
- Dusty Watson – batteria

### Formazione storica
- Gerry Roslie - organo, pianoforte, voce
- Andy Parypa - basso
- Larry Parypa - chitarra, voce
- Rob Lind - sassofono, armonica a bocca, voce
- Bob Bennett - batteria

## Discografia

### Album in studio
- 1965 – Here Are the Sonics (Etiquette Records)
- 1965 – Merry Christmas (Etiquette)
- 1966 – Boom (Etiquette)
- 1967 – Introducing The Sonics (Jerden)
- 2001 – The Savage Young Sonics (Norton)
- 2015 – This Is the Sonics (Revox)

### Album dal vivo
- 1973 – Explosives (Buckshot)
- 1986 – Live Fanz Only (Etiquette)
- 2007 – The Sonics - Busy Body!!! Live in Tacoma 1964 (Norton)

### Singoli
- 1964 – The Witch/Keep A-Knockin (Etiquette)
- 1965 – The Witch/Psycho (Etiquette)
- 1965 – Psycho/Keep A-Knockin (Etiquette)
- 1965 – Boss Hoss/The Hustler (Etiquette)
- 1965 – Don't Be Afraid Of The Dark/Shot Down (Etiquette)
- 1965 – Don't Believe In Christmas/Christmas Spirit (Etiquette)
- 1965 – Cinderella/Louie Louie (Etiquette)
- 1966 – You Got Your Head On Backwards/Love Light (Jerden)
- 1966 – Like No Other Man/Love Light (Jerden)
- 1966 – The Witch/Like No Other Man (Jerden)
- 1966 – Psycho/Maintaining My Cool (Jerden)
- 1967 – Love-itis/You're In Love (Jerden)
- 1967 – Lost Love/Any Way The Wind Blows (Piccadilly)
- 1967 – Any Way The Wind Blows/Lost Love (UNI)
- 1975 – Dirty Old Man/Bama Lama Bama Loo (Burdette)
- 1979 – The Witch/Bama Lama Bama Loo (Great Northwest)
- 1998 – The Witch/Keep A-Knockin  (Norton)
- 1998 – Psycho/Have Love Will Travel (Norton)
- 1998 – Cinderella/He's Waitin (Norton)
- 1998 – Boss Hoss/The Hustler (Norton)
- 1998 – Strychnine/Shot Down (Norton)
- 1998 – Louie Louie/Louie Louie (Norton)
- 1998 – Don't Believe In Christmas/Santa Claus (Norton)